# ACMA Vespa 400
La ACMA "Vespa 400" è una microvettura progettata dalla Piaggio e costruita a Fourchambault, in Francia, da un'azienda consociata, la ACMA, dal 1957 al 1961. Sono state vendute tre diverse versioni, "Luxe", "Tourisme" e "GT".

## Il contesto
La prima vetturetta costruita dalla Piaggio fu terminata nell'estate del 1952 e testata nella pista dello stabilimento il 25 settembre. Questa macchina rappresentava il primo di quattro progetti che si sarebbero sviluppati tra il 1952 e il 1954.
Scartato definitivamente il primo prototipo, la casa operò contemporaneamente sui successivi esperimenti (siglati 2V, 3V e 4V) con l'intento di scegliere il progetto più meritevole da introdurre in serie. Il progetto 3V fu il più ponderato, tanto da essere stato il primo, e forse l'unico, a essere provato fuori dallo Stabilimento.
La piccola vettura fu testata nelle notti comprese tra il 10 e 17 agosto del 1953. La scelta di circolare con il prototipo nelle sole ore notturne, nasceva dalla volontà della casa di mantenere segreto il suo impegno nel settore.
Il capo del collaudo Cortopassi con a fianco il meccanico Gianfaldoni percorsero duecento chilometri a notte, sulle strade (sia asfaltate che sterrate), che da Pontedera, conducevano nella provincia senese.
La macchina munita di ruote da 10 pollici, era spinta da un motore a due tempi. Propulsore e cambio gravavano sul retrotreno.
La tenuta di strada non buona, in parte causata dallo sterzo troppo sensibile e dall'interasse eccessivamente corto rispetto alla carreggiata, portò ad accantonare anche questo progetto.
Nel 1955 partì un nuovo studio siglato 4R che avrebbe dato lo sviluppo alla famosa Vespa 400. Un progetto forse ispirato alla SIATA Mitzi, presentata nella primavera del 1954 ma rimasta prototipo unico. Tuttavia nessun documento pervenuto trova riferimento di accordi tra le due case e nemmeno testimonianze di possibili plagi.
Lo sviluppo si avvalse di progettazione propria, merito in particolare degli ing. d'Ascanio e Doveri. Il primo esemplare Sperimentale fu testato la prima volta il 17 dicembre 1955, mentre il mese successivo fu avviata la costruzione di un secondo esemplare migliorato.
Nel frattempo Piaggio incontrò Vittorio Valletta, presidente della FIAT (industria che proprio in quel periodo stava sviluppando la Nuova 500), che fece osservare come fosse commercialmente più conveniente non intralciarsi nel mercato a vicenda, quantomeno in territorio nazionale.
Dopotutto lo stabilimento di Pontedera lavorava già a pieno regime, rimaneva quindi da giocare la carta di quello francese che, aperto quattro anni prima, poteva invece prestarsi a ulteriori sviluppi. Piaggio decise così che la Vespa 400 sarebbe stata costruita nello stabilimento ACMA.
IL 18 giugno del 1956 l'ing. d'Ascanio si recò così all'ACMA per consegnare a Carbonero, direttore dello stabilimento, i disegni e pianificare i cicli di costruzione della vettura.
Nel frattempo a Pontedera la prima 4R veniva accantonata e il Reparto Sperimentale iniziava la costruzione di altri quattro esemplari, due destinati ai collaudi in casa e due all'ACMA per le prove in Francia. Nella primavera successiva furono prodotti gli ultimi due, portando il numero complessivo di Vespa 400 costruite in Italia a sette. Le carrozzerie di queste, come per i precedenti prototipi, erano interamente costruite a mano sotto la supervisione del caporeparto Loris Gianfaldoni. Furono prima costruiti i modelli in legno e in seguito, attraverso questi ottenuto le matrici in fusione per la ribattitura. Sopra queste ultime i lattonieri (Lanciotto Dini in particolare), con il solo martello coadiuvati sporadicamente da un piccolo maglio ricavarono le giuste forme. Il montaggio della macchina era poi seguito da altre figure (Francesco Deri e da Aleandro Bagnoli).
Nel frattempo veniva avviata la catena di montaggio in Francia.
Pontedera tuttavia non perse però mai di vista il progetto, tanto da richiedere nel corso dei quattro anni più esemplari per verificare le ulteriori migliorie apportabili. Un centinaio furono poi importati per essere venduti a concessionari Italiani e a funzionari della casa.
La Vespa 400 esposta al Museo Piaggio era l'esemplare personale dell'ing. Rinaldo Marsano, nipote di Enrico Piaggio, ultimo direttore (nel 1961 e 1962) dello stabilimento francese.
Le linee di costruzione furono approntate a Fourchambault nello stabilimento della ACMA (Ateliers de Construction de Motocycles et Automobiles), una consociata francese della Piaggio, nata per effettuare il montaggio delle Vespa a due ruote con pezzi forniti dall'Italia.
Come già la SIMCA per la FIAT, la ACMA rappresentava l'escamotage della Piaggio per aggirare gli elevati costi doganali di allora. Enrico Piaggio decise di costruire la microvettura in Francia e di non importarla in Italia, al fine di evitare rapporti conflittuali con la FIAT.
La vetturetta, cui si assegnò il nome di "Vespa 400", venne presentata al Salone dell'automobile di Parigi del 1957 dove ottenne un discreto successo e, in pochi mesi, la raccolta di circa 20.000 prenotazioni. Era per la classe d'appartenenza una minivettura confortevole ed elegante, mossa da un bicilindrico 2T che la rende particolarmente scattante.
Le minime misure d'ingombro, la facilità di guida, il riscaldamento montato di serie e il tetto apribile in tela, ne facevano un mezzo particolarmente gradito dalle signore della buona borghesia in vena di autonomia locomotoria. Le linee di montaggio sfornavano circa 30 vetture al giorno, con il proposito di arrivare ai 100 pezzi quotidiani.
Tuttavia, l'uscita sul mercato della vetturetta Piaggio si rivelò tardiva e l'avvento della Fiat 500 mise freno alle potenzialità di sviluppo della ACMA, che continuò la produzione a ritmo ridotto fino al 1961. Nelle varie versioni sono stati prodotti circa 30.000 esemplari della "Vespa 400".

## Le caratteristiche

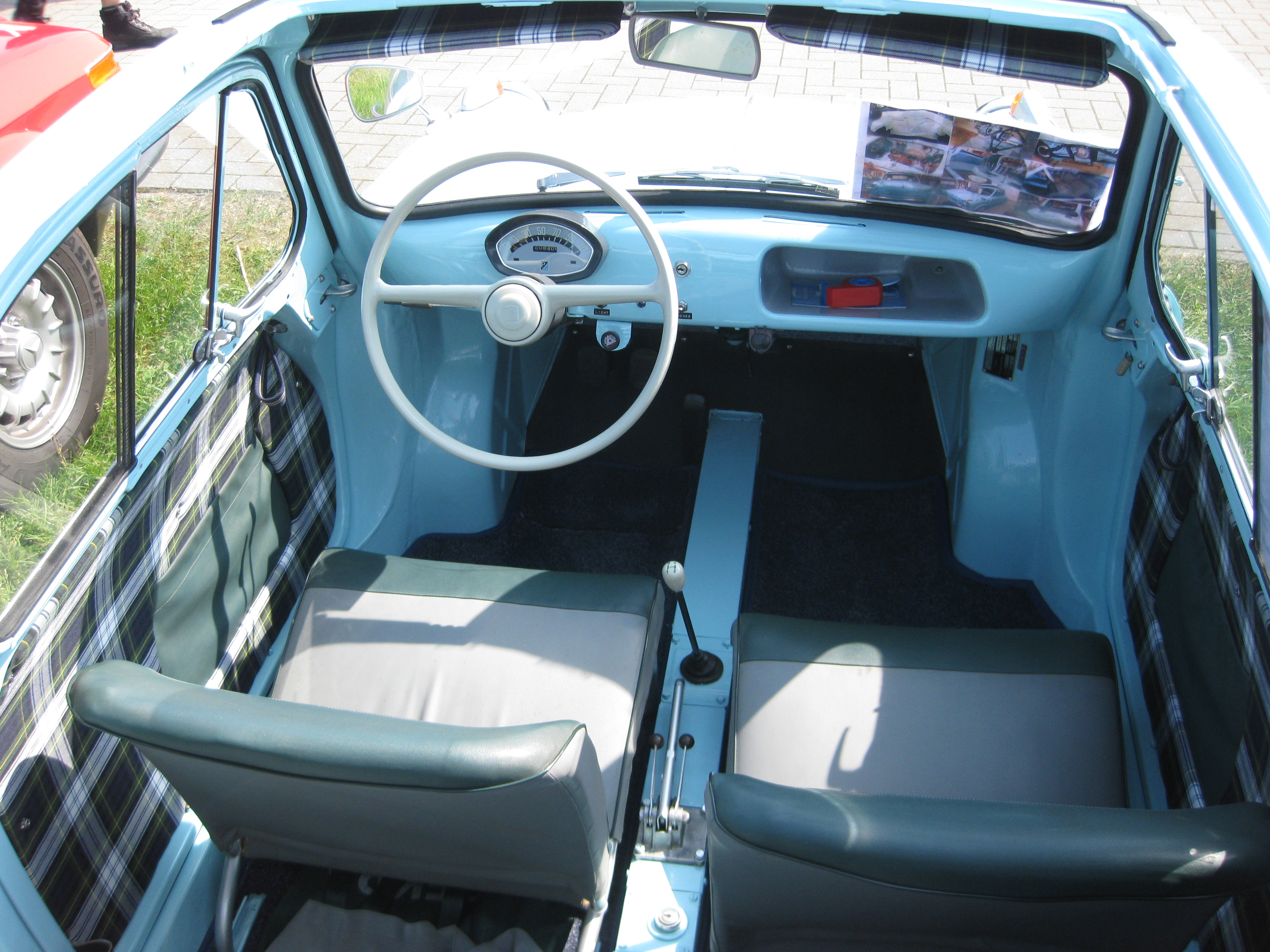
Gli interni

Essendo dotata di un motore a due tempi la vettura doveva essere alimentata con una miscela olio-benzina; per la preparazione della stessa sotto al cofano era sistemato un serbatoio per l'olio da 2,4 L con scala graduata e manovella. In base al quantitativo di benzina inserita nel serbatoio era necessario provvedere, girando la manovella, all'aggiunta del quantitativo di olio adatto.
Un'altra particolarità era il posizionamento della batteria situata anteriormente, sotto il vano bagagli ed estraibile aprendo uno sportello situato al centro della calandra.

## Nella cultura di massa
Un esemplare di colore giallo compare nel film del 2010 La fontana dell'amore.